# Oceania Sevens Femenino 2016
El Oceania Sevens Femenino de 2016 fue la séptima edición del torneo de rugby 7 femenino de Oceanía.
Se disputó del 11 al 12 de noviembre en el ANZ Stadium de la ciudad de Suva, Fiyi.
El torneo se disputó en formato de todos contra todos, resultado campeón el seleccionado con más puntos.

## Fase de grupos
| Equipo             | Encuentros | Encuentros | Encuentros | Encuentros | Tantos  | Tantos    | Tantos     | Puntos |
| Equipo             | jugados    | ganados    | empatados  | perdidos   | a favor | en contra | diferencia | Puntos |
| ------------------ | ---------- | ---------- | ---------- | ---------- | ------- | --------- | ---------- | ------ |
| Australia          | 6          | 6          | 0          | 0          | 258     | 5         | +253       | 18     |
| Fiyi               | 6          | 5          | 0          | 1          | 229     | 36        | +193       | 16     |
| Papúa Nueva Guinea | 6          | 4          | 0          | 2          | 116     | 106       | +10        | 14     |
| Islas Cook         | 6          | 3          | 0          | 3          | 122     | 100       | +22        | 12     |
| Samoa              | 6          | 2          | 0          | 4          | 70      | 142       | –72        | 10     |
| Tonga              | 6          | 1          | 0          | 5          | 33      | 155       | –122       | 8      |
| Islas Salomón      | 6          | 0          | 0          | 6          | 0       | 284       | –284       | 6      |

### Campeón
| Bandera de Australia |
| Campeón Australia    |
| 3.er título          |